# سینمارت
سینمارت یک شرکت فیلمسازی واقع در جمهوری چک است که در سال ۱۹۹۲ با نام لوسِرنافیلم تأسیس شد و سپس در سال ۱۹۹۵ به نام فعلی خود تغییر یافت. در ابتدا سینمارت یک توزیع‌کننده کوچک فیلم بود که تنها ۱٪ سهم بازار را داشت. پس از آنکه سینمارت شرکای آمریکایی بونتون‌فیلم را جذب و با آنها همکاری کرد به یکی از بزرگ‌ترین شرکت‌های توزیع فیلم در جمهوری چک تبدیل شد. آنها هم‌اکنون توزیع‌کننده فیلم‌های یونیورسال پیکچرز در جمهوری چک و اسلواکی هستند.
از سال ۲۰۲۲، سینمارت ۳۴٫۵٪ سهم بازار را در اختیار دارد و بزرگ‌ترین توزیع‌کننده فیلم در چک است.

## گزیده فیلم‌ها
- یوما
- ردپا
- زنان فراری (پرفروش‌ترین فیلم چک[۵])